# Jordpassage (Jupiter)
Jordpassage benämns det som inträffar när vår egen planet Jorden passerar framför solen sett från Jupiter, men även från Mars, Saturnus, Uranus och Neptunus. Jorden kan då ses som en liten svart skiva som långsamt rör sig över solens yta. 
Den senaste Jordpassagen från Jupiter skedde den 5 januari 2014 och nästa kommer att inträffa den 10 januari 2026.
Den synodiska perioden för Jorden och Jupiter är 398,883 dygn. Den kan beräknas med formeln 1/(1/P-1/Q) där P är jordens sideriska omloppstid (365,25636 dygn) och Q är Jupiters omloppstid (4332,71 dygn).

## Tidtabell för Jordpassager från Jupiter[2]
Jordpassagerna inträffar i serier med fyra eller fem passager åtskilda av 12 år, men uppträder också i serier på 83 år.
| Datum för passage |
| ----------------- |
| 9 juli 2008       |
| 5 januari 2014    |
| 10 januari 2026   |
| 24 juni 2055      |
| 29 juni 2067      |
| 26 december 2072  |
| 4 juli 2079       |
| 31 december 2084  |
| 9 juli 2091       |
| 4 januari 2097    |
| 10 januari 2109   |